# راه بازگشت
راه بازگشت (به آلمانی: Der Weg zurück) رمانی از اریش ماریا رمارک، نویسندهٔ آلمانی کتاب مشهور در جبهه غرب خبری نیست است.